# 접어
접어(接語, 영어: clitic)란 통사론적으로는 독립된 단어의 특징을 갖지만 음운론적으로는 다른 단어에 붙어서만 실현되는 형태소를 가리킨다. 즉 접어는 형태 면에서는 접사와 비슷하지만 기능 면에서는 단어인 요소라고 할 수 있다. 일반적으로 접어는 문법형태소이며, 대명사, 한정사, 치사인 경우가 많다.

## 종류
접어는 단어에 붙는 위치에 따라 구별할 수 있다.

### 전접어
전접어(영어: proclitic)는 뒤따르는 단어에 붙는다.

### 후접어
후접어(영어: enclitic)는 앞선 단어에 붙는다.

### 중접어
중접어(영어: mesoclitic)는 어간과 접사 사이에 붙는다.

### 내접어
내접어(영어: endoclitic)는 (접요사처럼) 어간 중간에 삽입된다. 내접어는 어휘주의 가설을 위배하므로 존재하지 않을 것이라 생각되어 왔다. 그러나 우디어, 파슈토어, 데게마어에 내접어가 존재한다는 보고가 있다.

## 같이 보기
- 속격
- 불변화사
- V2 어순